# استون‌وال تکزاس
استون‌وال تکزاس (به انگلیسی: Stonewall) یک منطقهٔ مسکونی در ایالات متحده آمریکا است که در شهرستان گیلسپی، تگزاس واقع شده‌است. استون‌وال تکزاس ۳۹٫۴ کیلومتر مربع مساحت و ۵۰۵ نفر جمعیت دارد و ۴۴۷ متر بالاتر از سطح دریا قرار دارد.
و البته این شهر زادگاه لیندون بی جانسون است.